# Aide à la famille pour l'emploi d'une assistante maternelle agréée
L’aide à la famille pour l’emploi d’une assistante maternelle agréée (Afeama) était une prestation familiale versée en France par les CAF ou les MSA lorsque la famille faisait garder un enfant de 0 à 6 ans par une assistante maternelle agréée.
Créée par une loi du 6 juillet 1990 , elle remplaçait une aide existant depuis 1987, intitulée « prestation spéciale assistante maternelle » (PSAM), qui avait le même objet. Elle a été progressivement remplacée par le complément du mode de garde à partir de janvier 2004.
Voir aussi la prestation d'accueil du jeune enfant si l'enfant est né après le 1er janvier 2004.